# 皱叶川木香
皱叶川木香（学名：Dolomiaea crispo-undulata）是菊科川木香属的植物，为中国的特有植物。分布于中国大陆的西藏等地，生长于海拔4,400米的地区，一般生于灌丛中，目前尚未由人工引种栽培。

## 异名
- Dolomiaea crispo-undulata (Chang) Ling var. chienii Ling